# Atezolizumabe
Atezolizumab ou atezolizumabe, comercializado sob a marca Tecentriq, é um medicamento de anticorpos monoclonais usado no tratamento de carcinoma urotelial, carcinoma de pulmão de células não pequenas, cancro da mama triplo negativo, carcinoma de células pequenas e carcinoma hepatocelular. Atua pela sua ligação a proteína PD-L1 - pProgrammed cell death-ligand 1 -  (que reduz a função das células imunes) presente na superfície de diversas células cancerosas, o que aumenta a potência do sistema imune para combater células cancerosas.